# مقياس الانفعال

مقياس انفعال بسيط. هذا المقياس حساس للانفعال في الاتجاه الشاقولي أكثر من الاتجاه الأفقي. وتساعد الأسهم حول المنطقة الفعالة (منطقة الشبكة المعدنية الرقيقة) في تثبيت المقياس بالشكل الصحيح عند الاستخدام.

مقياس الانفعال هو أداة تستخدم لقياس انفعال الأجسام. اخترعه إدوارد سيمونز (Edward E. Simmons) وآرثر رج (Arthur Claude Ruge) عام 1938م. يتكون النوع الشائع منه في أبسط صوره من رقاقتين مرنتين عازلتين (تظهران بالمساحة الرمادية في الصورة) تدعمان شبكة معدنية (تظهر باللون الأزرق في الصورة). ويثبت مقياس الانفعال على الجسم المراد قياس انفعاله باستخدام مادة لاصقة مناسبة، مثل سيانو أكريلات (Cyanoacrylate)ا. عندما ينفعل الجسم، ينفعل معه المقياس محدثا تغير في مقاومته الكهربائية. وتتعلق هذه المقاومة الكهربائية - التي تقاس باستخدام قنطرة وهيتستون - بالانفعال بمقدار أو بكمية تعرف بمعامل المقياس.

## انظر أيضًا

صورة لمقياس الانفعال مثبت في مكان تركز الانفعال، المشكلة أنه يعطي متوسط للانفعالات الموجودة في المنطقة تحته مع أن حجمه صغير